# العلاقات المغربية الإفوارية
العلاقات المغربية الإفوارية هي علاقات الصداقة والشراكة التي تجمع بين المملكة المغربية وجمهورية ساحل العاج وهما بلدان إفريقيان، بدأت هذه العلاقات سنة 1962 وهمت الجانب الدبلوماسي، وبلغت أوجها في ظل حكم الملك محمد السادس حيث تم العمل على تعزيزها، وهي حاليا في توسع مستمر نتيجة الأهمية التي يوليها المغرب لتطوير العلاقات مع البلدان الإفريقية.
عرفت هذه العلاقات في السنوات الأخيرة تنظيم قمتين اقتصاديتين بحضور عدد من المستثمرين تم فيهما التوقيع على سلسلة من الإتفاقيات: الأولى عُقِدت في أبيدجان سنة 2014 إنتهت بتوقيع ستة وعشرين إتفاقا للتعاون في مجالات البنية التحتية، السكن الاجتماعي، الصيد البحري، الزراعة، التعدين، السياحة، التمويل، والصيدلة، والثانية عُقِدت في مراكش سنة 2015 شهدت التوقيع على ستة عشر إتفاقية همت التجارة، الأمن، القانون، الشؤون الإسلامية، التعليم، الصحة، والبيئة، وغيرها من إتفاقيات الشراكة التي أبرمت في مناسبات أخرى.

## السياسة
في 2019، دشنت ساحل العاج قنصلية شرفية لها في مدينة العيون المغربية، وتعتبر كأول قنصلية يتم افتتاحها بالجهات الجنوبية للمغرب.
و في يوم 7 غشت 2025، شاركت القوات المسلحة الملكية المغربية في الاستعراض العسكري المهيب الذي احتضنته مدينة بواكيه، ثاني مدن جمهورية كوت ديفوار، احتفالاً بالذكرى الخامسة والستين لاستقلال هذا البلد الإفريقي، بحضور الرئيس حسن واتارا وحرمه دومينيك واتارا، إلى جانب عدد من الرؤساء والدبلوماسيين من مختلف البلدان الإفريقية، حيث تُعدّ العلاقات المغربية الإيفوارية نموذجاً للعلاقات الثنائية الناجحة في القارة الإفريقية، ونموذجاً أيضاً للتعاون جنوب–جنوب، حيث نجح البلدان، بفضل رؤية قادتهما، في بناء شراكة متعددة الأبعاد تمتد من الأمن والدفاع إلى الاستثمار والتنمية البشرية.

## الاقتصاد
تضاعفت المبادلات التجارية بين البلدين ثلاث مرات بين عامي 2009 و2013, حيث أن ساحل العاج هي ثامن مُوَرّد وخامس زبون للمغرب بالإضافة إلى أنه تم إنشاء عدة فروع لشركات مغربية تنشطل في القطاع البنكي، والطاقي، والعقاري في ساحل العاج.
في 2019، قامت مجموعة البنك الشعبي المتخصصة في القطاع البنكي، بتوقيع مذكرة تفاهم مع حكومة ساحل العاج بشأن مهمة استشارية لتحسين إدارة الدين العام وإصدار سندات بما يقرب من 300 مليون أورو.

## التعليم
تكوين الأطر عنصر أساسي في التعاون بين البلدين، وفي الوقت الحاضر يحتضن المغرب أكثر من 3000 طالب إفواري في المدارس العليا بالمغرب، بالإضافة إلى ضباط من ساحل العاج كجزء من التدريب العسكري.